# Intizar Hussain
Pour les articles homonymes, voir Hussain.
Intizar Hussain (ourdou : انتظار حسین ), né en décembre 1923 ou 1925 et mort le 2 février 2016, est un écrivain pakistanais de romans, nouvelles et poésie en ourdou. Il est largement reconnu comme une figure littéraire de premier plan du Pakistan,,. Il est parmi les finalistes du prix Booker en 2013. En tant que personne née dans le sous-continent indien qui a ensuite émigré au Pakistan lors de la partition de 1947, un thème constant dans les œuvres de Hussain traite de la nostalgie liée à sa vie à l'époque pré-partition.

## Biographie
Intizar Hussain est né à Dibai (en) (Bulandshahr, Inde britannique) et émigre au Pakistan en 1947. Sa date de naissance exacte n'est pas connue, des sources indiquent qu'il est né le 7 décembre 1923 ou le 21 décembre 1925. Après avoir réussi l'examen intermédiaire (équivalent du lycée) en 1942, il obtient un baccalauréat et une maîtrise en littérature ourdoue au Meerut College (en) respectivement en 1944 et 1946. L'épouse de Hussain, Aliya Begum, meurt en 2004. Ils n'ont pas eu d'enfants.

### Carrière
Il écrit des nouvelles, des romans et de la poésie en ourdou, ainsi que des chroniques littéraires pour le journal Dawn et le journal Daily Express,. The Seventh Door, Leaves et Basti font partie de ses livres qui ont été traduits en anglais. Parmi les cinq romans qu'il a écrits - Chaand Gahan (1952), Din Aur Daastaan (1959), Basti (1980), Tazkira (1987), Aage Samandar Hai (1995) - Basti reçoit des critiques élogieuses à l'international. Ses autres écrits incluent Hindustan Se Aakhri Khat, Aagay Sumandar Hai, Shehr-e-Afsos, Jataka Tales, Janam Kahanian et Wo Jo Kho Gaye. Aagay Sumandar Hai (« La mer vous fait face à l'avant ») met en contraste la violence urbaine de la Karachi contemporaine avec une vision du royaume islamique perdu d'al-Andalus dans l'Espagne moderne,,. Son roman Basti est basé sur l'histoire pakistanaise. Parmi ses livres, Basti et Khali pinjra ont été traduits en persan par Samira Gilani.
Il réalise également la traduction d’œuvres de plusieurs auteurs français vers l'ourdou : Jean-Paul Sartre, Albert Camus et André Gide.

### Mort
Le 2 février 2016, il meurt à l'hôpital national de la Defense Housing Authority de Lahore à 14 h 45, après avoir contracté une pneumonie,. L'Indian Express l'a qualifié d'« écrivain pakistanais le plus connu au monde » après Saadat Hasan Manto (en).

## Influences
Hussain pensait que deux forces s'étaient élevées dans le Pakistan contemporain : les femmes et les mollahs. Il a également reconnu son étude et l'influence des textes bouddhistes et du Mahabharata.

## Héritage
En 2016, l'Académie des lettres du Pakistan (PAL) annonce la création du « Prix Intizar Hussain » qui sera décerné chaque année à une personnalité littéraire.

### Distinctions et reconnaissance internationale
En 2007, Hussain reçoit le prix civil pakistanais Sitara-i-Imtiaz (« Étoile de l'excellence ») par le président du Pakistan. En 2013, il est sélectionné pour le prix international Man Booker après que Frances W. Pritchett ait traduit son roman ourdou Basti en anglais. Il reçoit un prix pour l'ensemble de ses réalisations au Festival littéraire de Lahore. Newsweek Pakistan le cite comme « l'auteur vivant le plus accompli du Pakistan » en 2014. En septembre de la même année, Hussain est nommé Officier de l'Ordre des Arts et des Lettres par le gouvernement français. Il est également le tout premier lauréat de la prestigieuse Bourse Premchand décernée par la Sahitya Akademi de l'Inde en 2007.